# Хорешты (Фалештский район)
Хорешты (рум. Horeşti, Хорешть, Горешты) — село в Фалештском районе Молдовы. Является административным центром коммуны Хорешты, включающей также сёла Лукачены и Унтены.

## История
1 июля 1965 года село Унтены объединено с селом Горешты. Постановлением правительства Республики Молдова № 882 от 22.01.1992 село Унтены восстановлено. 

## География
Село расположено на высоте 174 метра над уровнем моря.

## Население
По данным переписи населения 2004 года, в селе Хорешть проживает 904 человека (464 мужчины, 440 женщин).
Этнический состав села:
| Национальность | Число жителей | Процентный состав |
| -------------- | ------------- | ----------------- |
| молдаване      | 883           | 97,68             |
| украинцы       | 8             | 0,88              |
| румыны         | 7             | 0,77              |
| русские        | 5             | 0,55              |
| гагаузы        | 1             | 0,11              |
| Всего          | 904           | 100 %             |